# Vilanova de Bellpuig
Vilanova de Bellpuig è un comune spagnolo di 1 090 abitanti situato nella comunità autonoma della Catalogna.